# Расел (Џорџија)
Расел (енгл. Russell) насељено је место без административног статуса у америчкој савезној држави Џорџија.

## Демографија
По попису из 2010. године број становника је 1.203.
| Група             | 2000.    | 2010.       |
| Белци             | 0 (0,0%) | 714 (59,4%) |
| Афроамериканци    | 0 (0,0%) | 189 (15,7%) |
| Азијати           | 0 (0,0%) | 51 (4,2%)   |
| Хиспаноамериканци | 0 (0,0%) | 204 (17,0%) |
| Укупно            | 0        | 1.203       |